# ادلشوفن، آپر باواریا
ادلشوفن، آپر باواریا (به آلمانی: Adelshofen, Upper Bavaria) یک شهر در آلمان است که در بایرن واقع شده‌است.

## خصوصیات
ادلشوفن ۱۳٫۲۸ کیلومترمربع مساحت دارد ۵۵۶ متر بالاتر از سطح دریا واقع شده‌است.